# Virus a RNA
I virus a RNA sono virus che utilizzano l'RNA come materiale genetico. Questo acido nucleico di solito è presente come filamento singolo, sebbene siano presenti gruppi di virus che utilizzano un RNA a doppio filamento.
Appartenenti a questa classe di virus sono quello del comune raffreddore, della SARS, dell'influenza, dell'Ebola, dell'epatite C e del HIV.

## Classificazione

Schema di classificazione di Baltimore

Il Comitato Internazionale per la Tassonomia dei Virus classifica i virus a RNA come appartenenti al gruppo III, IV, V, VI e VII della Classificazione di Baltimore.
La classificazione dei virus a RNA avviene a seconda delle caratteristiche replicative del virus.
- Gruppo III: virus a RNA a doppio filamento che contiene da una a dodici differenti molecole di RNA ognuna delle quali codifica per una specifica proteina virale.
- Gruppo IV: virus a RNA a singolo filamento positivo
- Gruppo V: virus a RNA a singolo filamento negativo
- Gruppo VI: Retrovirus a singolo filamento
- Gruppo VII: Retrovirus a doppio filamento

I retrovirus, i virus del gruppo VI e VII, talvolta non vengono inclusi fra i virus a RNA perché utilizzano  intermedi di DNA per riprodursi.

### Gruppo III - virus a RNA a doppio filamento
- Famiglia Birnaviridae
- Famiglia Chrysoviridae
- Famiglia Cystoviridae
- Famiglia Hypoviridae
- Famiglia Partitiviridae
- Famiglia Reoviridae - include Rotavirus
- Famiglia Totiviridae
- Generi non assegnati
  - Endornavirus

### Gruppo IV - virus a RNA a singolo filamento positivo
- Ordine Nidovirales
  - Famiglia  Arteriviridae
  - Famiglia  Coronaviridae - include Coronavirus
  - Famiglia  Roniviridae
- Ordine Picornavirales - include Poliovirus, il virus del raffreddore, virus dell'epatite A
- Ordine Tymovirales
- Non assegnati
  - Famiglia  Astroviridae
  - Famiglia  Barnaviridae
  - Famiglia  Bromoviridae
  - Famiglia  Caliciviridae - include virus di Norwalk
  - Famiglia  Closteroviridae
  - Famiglia  Comoviridae
  - Famiglia  Dicistroviridae
  - Famiglia  Flaviviridae - include il virus della febbre gialla, virus del Nilo occidentale, virus epatite C, virus Dengue
  - Famiglia Flexiviridae
  - Famiglia Leviviridae
  - Famiglia Luteoviridae
  - Famiglia Marnaviridae
  - Famiglia Narnaviridae
  - Famiglia Nodaviridae
  - Famiglia Potyviridae
  - Famiglia Sequiviridae
  - Famiglia Tetraviridae
  - Famiglia Togaviridae - include Alfavirus e Rubivirus
  - Famiglia Tombusviridae
  - Generi non assegnati
    - Genere Benyvirus
    - Genere Cheravirus
    - Genere Furovirus
    - Genere Hepevirus - include il virus dell'epatite E
    - Genere Hordeivirus
    - Genere Idaeovirus
    - Genere Ourmiavirus
    - Genere Pecluvirus
    - Genere Pomovirus
    - Genere Sadwavirus
    - Genere Sobemovirus
    - Genere Tobamovirus - include il virus del tabacco
    - Genere Tobravirus
    - Genere Umbravirus

### Gruppo V - virus a RNA a singolo filamento negativo
- Ordine Mononegavirales
  - Famiglia Bornaviridae - include il virus della malattia di Borna
  - Famiglia Filoviridae - include Ebola virus, Marburg
  - Famiglia Paramyxoviridae - include le sottofamiglie Paramyxovirinae (generi: Avulavirus, Henipavirus, Morbillivirus, Respirovirus, Rubulavirus) e Pneumovirinae (generi: Pneumovirus e Metapneumovirus) fra cui, fra gli altri, i Morbillivirus, il virus respiratorio sinciziale umano, il virus Sendai, i virus parainfluenzali umani e i virus di morbillo, parotite epidemica, peste bovina, cimurro e malattia di Newcastle.
  - Famiglia Rhabdoviridae - include Rabies virus
- Ordine Bunyavirales - include Hantaviridae, febbre emorragica Congo-Crimea, Issyk-kul virus
- Non assegnato
  - Famiglia  Arenaviridae - include Lassa virus, virus Guaranito, Lujo virus
  - Famiglia  Orthomyxoviridae - include virus dell'influenza
  - Generi non assegnati:[1]
    - Genere Deltavirus
    - Genere Nyavirus[2] - include virus Nyamanini e Midway
    - Genere Ophiovirus
    - Genere Tenuivirus
    - Genere Varicosavirus